# 池内浩一
池内 浩一（いけうち こういち、1930年 - ）は、愛媛県出身の実業家。中国電力副社長、中電工社長、広島商工会議所会頭などを歴任した。

## 来歴
1930年愛媛県に生まれる。
1953年京都大学工学部卒業、中国電力株式会社入社。
1987年取締役に就任。1989年常務取締役を経て1991年取締役副社長に就任。
1995年子会社である株式会社中電工の代表取締役社長に就任、1999年代表取締役会長、2003年相談役。
1997年から広島商工会議所副会頭を務め、1999年任期途中で辞任した橋口収（元広島銀行頭取）の後任として会頭に就任、橋口の残りの任期も含めて5年間会頭を務め、2004年に宇田誠（当時広島銀行会長）にバトンタッチし退任。